# Jörn Henning Wolf
Jörn Henning Wolf (* 26. September 1937 in Hannover) ist ein deutscher Medizinhistoriker.

## Leben
Jörn Henning Wolf studierte Medizin, Philosophie, Kunstgeschichte und Medizingeschichte an mehreren Universitäten in Deutschland und in der Schweiz. Am 19. Juli 1970 wurde er an der Ludwig-Maximilians-Universität München zum Dr. med. promoviert. Es folgten die Habilitation und eine Professur im Fach Medizingeschichte an der Universität München, wo Wolf am Institut für Geschichte der Medizin der Ludwig-Maximilians-Universität tätig war. Die Christian-Albrechts-Universität zu Kiel berief ihn 1982 als Nachfolger von Gerhard Rudolph auf ihren medizinhistorischen Lehrstuhl.
Seine Forschungsschwerpunkte sind die Medizin des Altertums, die Medizin der frühen Neuzeit, die mittelalterliche Lepra- und Hospitalgeschichte, die klinische Medizin des 19. und 20. Jahrhunderts sowie die Sachquellen und die materielle Kultur der Heilkunde. Außerdem gründete er die Medizin- und Pharmaziehistorische Sammlung der Universität Kiel. 
Im Jahre 2005 wurde er Mitglied der Akademie der Wissenschaften in Hamburg. 2021 erhielt er für seine Verdienste das Bundesverdienstkreuz am Bande. 

## Veröffentlichungen (Auswahl)
- Der Begriff "Organ" in der Medizin. Grundzüge der Geschichte seiner Entwicklung (= Neue Münchner Beiträge zur Geschichte der Medizin und Naturwissenschaften/Medizinhistorische Reihe, Bd. 3). Fritsch, München 1971, ISBN 3-87239-021-X (Dissertation Universität München).

- Der Arzt und sein Spiegel. In: Christa Habrich, Frank Marguth, Jörn Henning Wolf (Hrsg.) unter Mitarbeit von Renate Wittern: Medizinische Diagnostik in Geschichte und Gegenwart. Festschrift für Heinz Goerke zum sechzigsten Geburtstag. München 1978 (= Neue Münchner Beiträge zur Geschichte der Medizin und Naturwissenschaften: Medizinhistorische Reihe. Band 7/8), ISBN 3-87239-046-5, S. 477–516.
- als Hrsg. mit Christa Habrich und Frank Marguth: Medizinische Diagnostik in Geschichte und Gegenwart. Festschrift Heinz Goerke. München 1978 (= Neue Münchner Beiträge zur Geschichte der Medizin und Naturwissenschaften, medizinhistorische Reihe. Band 7/8).
- Kompendium der medizinischen Terminologie. 1. Auflage, korrigierter Nachdruck. Berlin 1982, ISBN 3-540-11911-6.
- als Hrsg. mit Christa Habrich, Juliane C. Wilmanns und Felix Brandt: Aussatz, Lepra, Hansen-Krankheit. Ein Menschheitsproblem im Wandel. Teil I: Katalog. München 1982 (= Kataloge des Deutschen Medizinhistorischen Museums. Band 4). Teil II: Aufsätze. Würzburg 1986 (= Kataloge des Deutschen Medizinhistorischen Museums. Beiheft 1).
- 100 Jahre Hygiene-Institut der Universität Kiel in Bildern und Dokumenten 1888–1988. Kiel 1988, ISBN  978-3883120881.
- (Hrsg., mit Franz Härle): Krankheiten des Gesichts in künstlerischen Illustrationen des 19. Jahrhunderts. Katalog der Ausstellung, bearb. von Hans-Helfrich Petersen (= Kieler Beiträge zur Geschichte der Medizin und Pharmazie, Bd. 21). Wachholtz, Neumünster 1994, ISBN 3-529-06221-9.
- Hans Gerhard Creutzfeldt (1885–1964) – klinischer Neuropathologe und Mitbegründer der biologischen Psychiatrie. Erweiterte Fassung eines Vortrages, gehalten in der wissenschaftlichen Sitzung der Joachim Jungius-Gesellschaft der Wissenschaften am 5. April 2003. Göttingen 2003, ISBN 3-525-86324-1.
- (Hrsg., mit Ulrich Gähde und Stephan Hartmann): Models, simulations, and the reduction of complexity (= Abhandlungen der Akademie der Wissenschaften in Hamburg, Bd. 4). De Gruyter, Berlin 2013, ISBN 978-3-11-031360-4.
- (Hrsg., mit Burkhart Bromm): Von der Freiheit, Schmerz zu spüren (= Abhandlungen der Akademie der Wissenschaften in Hamburg, Bd. 7). De Gruyter, Berlin 2017, ISBN 978-3-11-052351-5.